# Abia de las Torres
Abia de las Torres ist ein nordspanisches Dorf und Hauptort einer Gemeinde (municipio) mit 170 Einwohnern (Stand: 2024) in der Provinz Palencia in der Autonomen Gemeinschaft Kastilien-León. 

## Lage und Klima
Abia de las Torres liegt in der Region Tierra de Campos auf der kastilischen Hochebene in einer Höhe von ca. 840 m. Die Provinzhauptstadt Palencia befindet sich mit ihrem Stadtzentrum etwa 43 Kilometer (Fahrtstrecke) südlich.
Das Klima im Winter ist durchaus kalt, im Sommer dagegen warm bis heiß; die eher spärlichen Regenfälle (ca. 618 mm/Jahr) fallen überwiegend im Winterhalbjahr.

## Geschichte
Hier befand sich ein früheres Oppidum der Vaccaei. Die Römer übernahmen die Siedlung. Ruinenreste zeigen von einer Blüte in der Kaiserzeit.

## Bevölkerungsentwicklung
| Jahr      | 1970 | 1981 | 1991 | 2001 | 2011 | 2021 |
| Einwohner | 387  | 279  | 239  | 197  | 182  | 167  |

## Sehenswürdigkeiten
- Kirche Mariä Himmelfahrt
- Marienkapelle

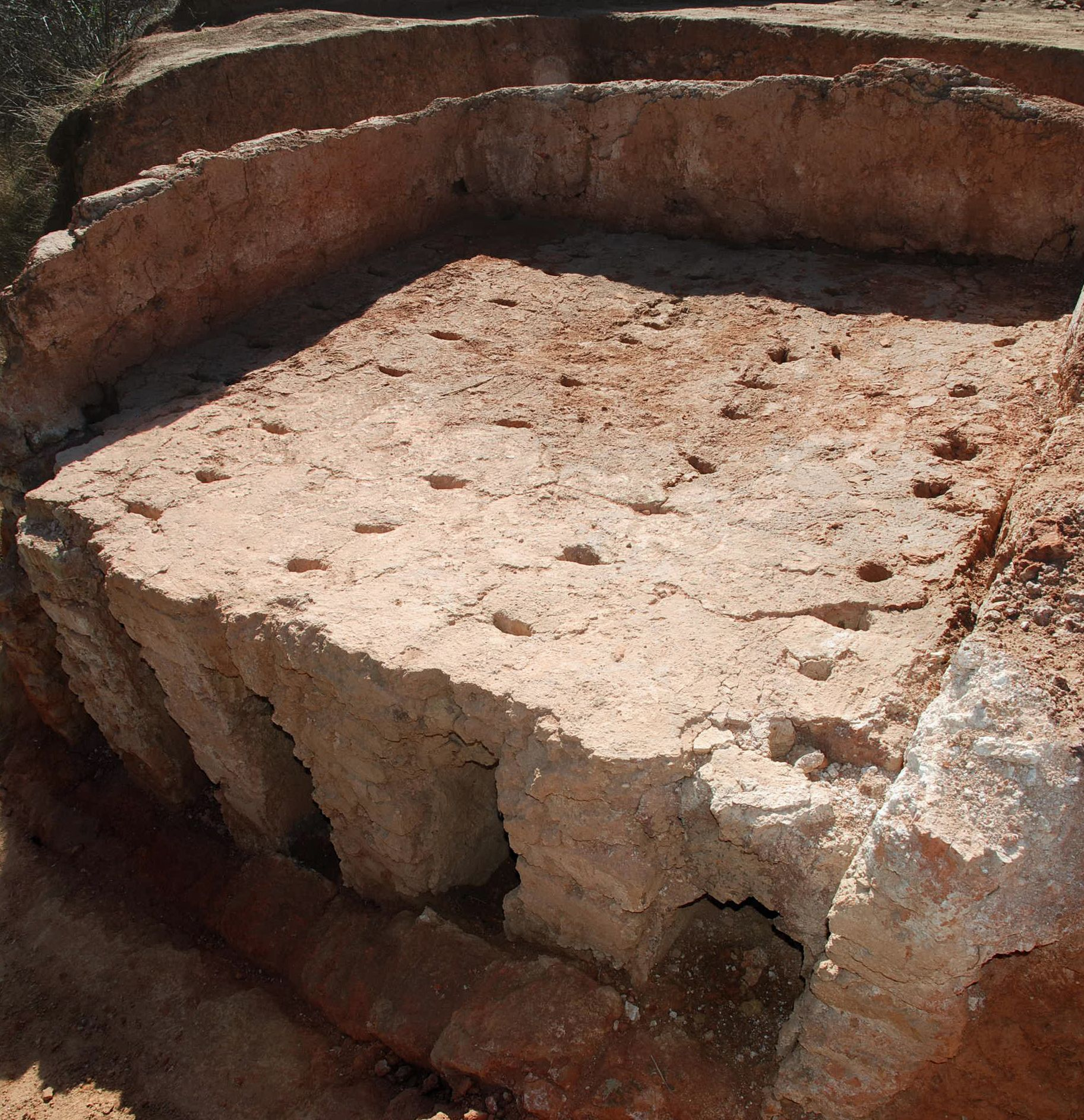
Römische Ruinen
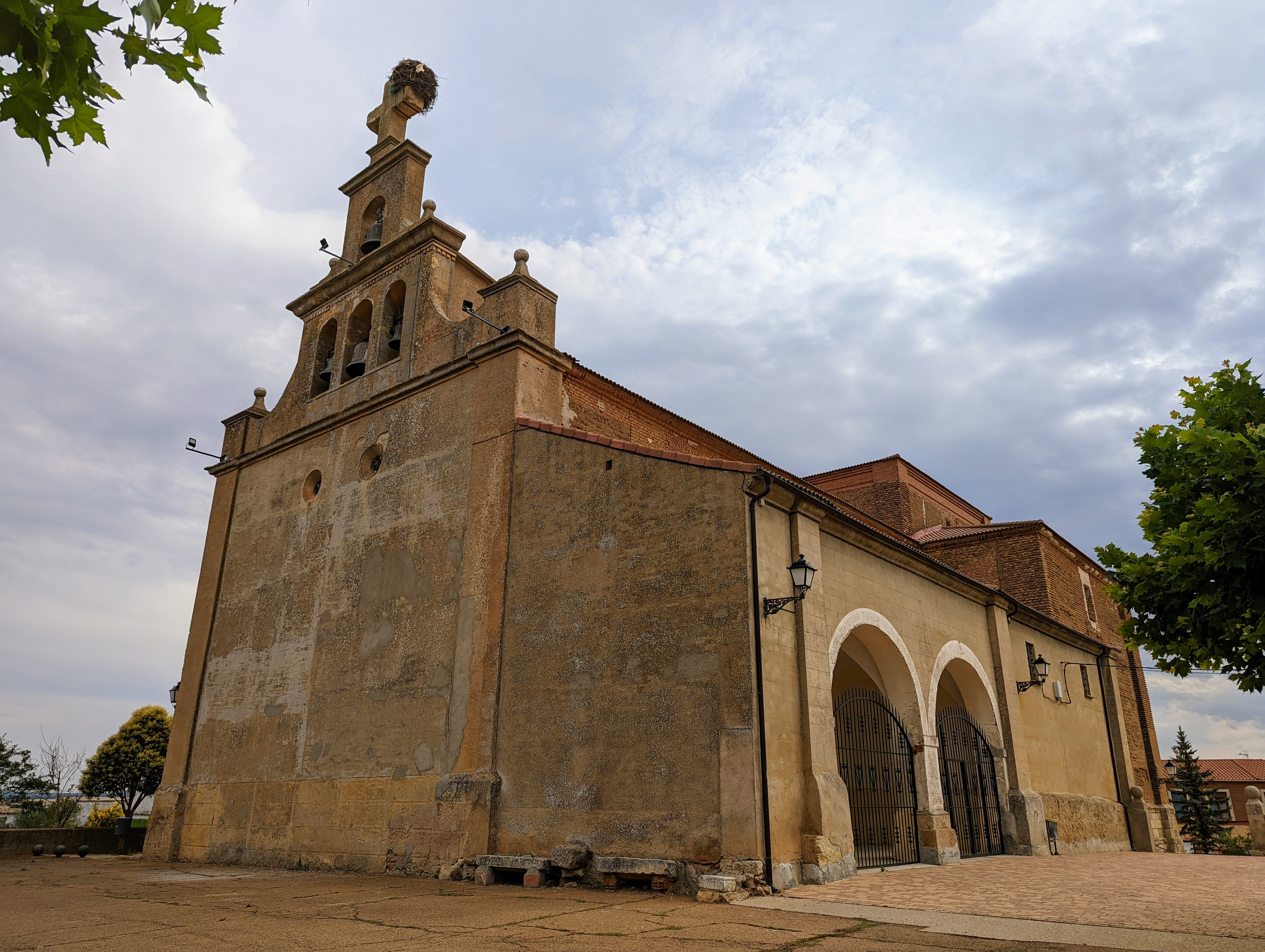
Kirche Mariä Himmelfahrt
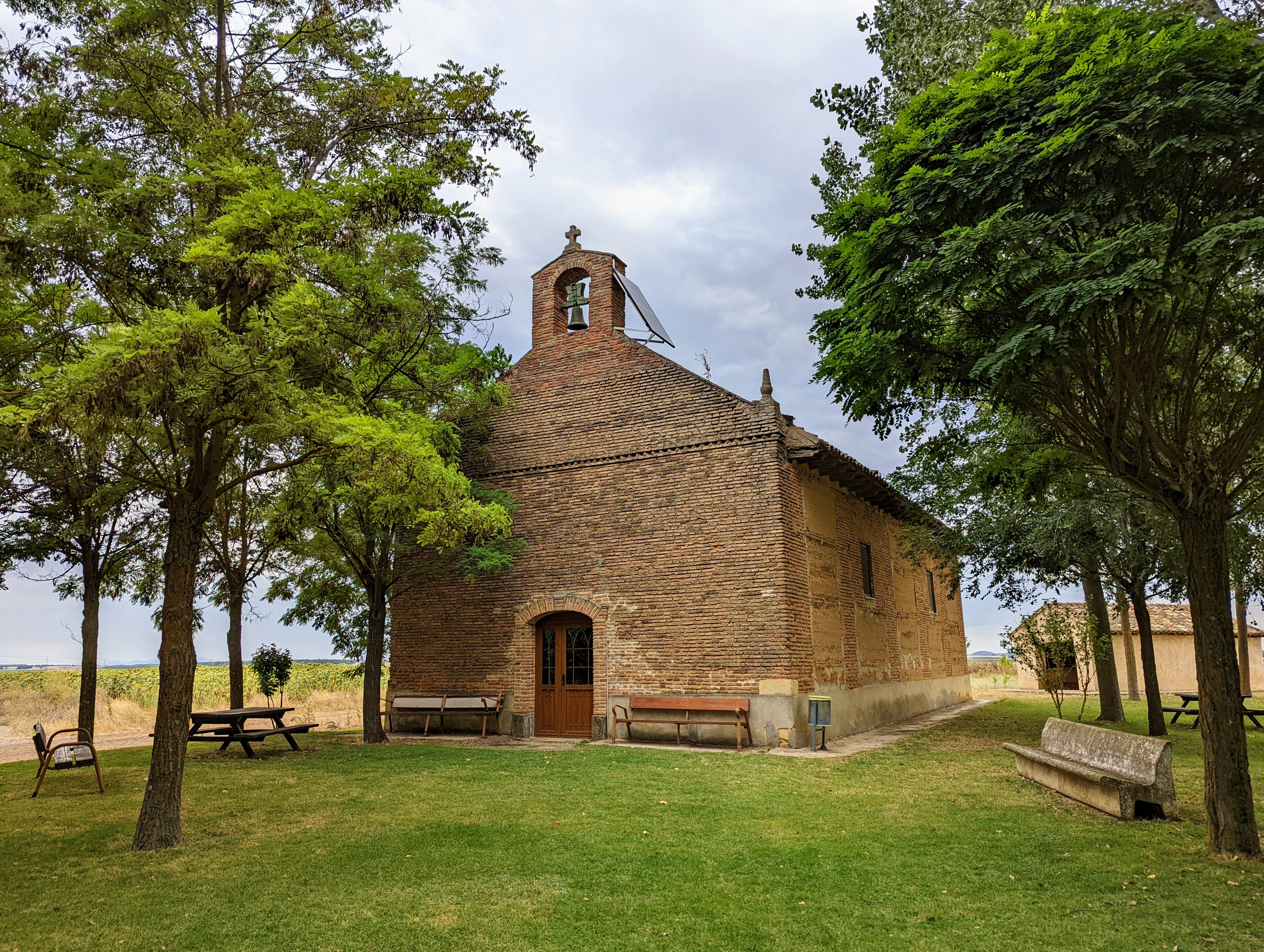
Marienkapelle
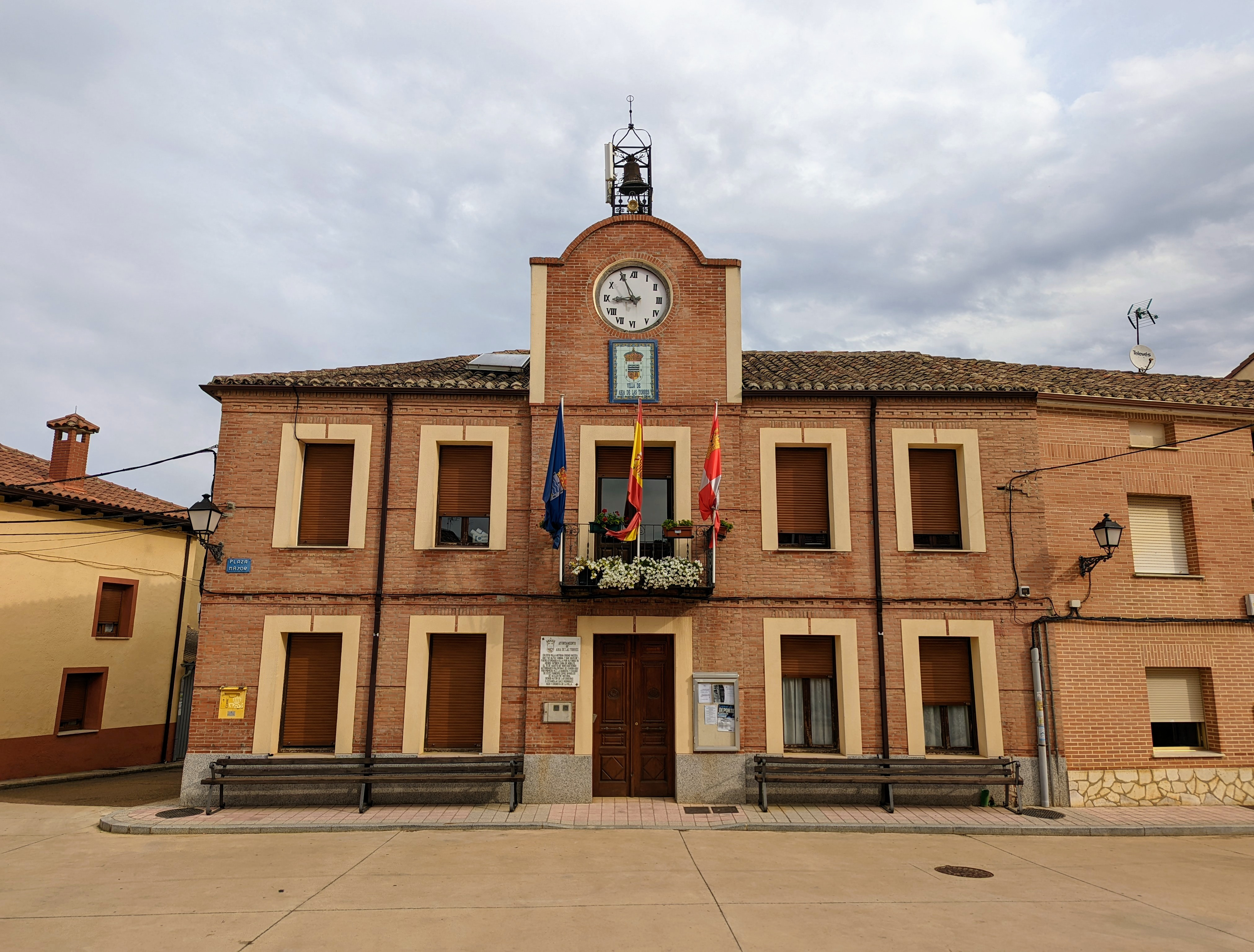
Rathaus